# Fonon
Indenfor fysik er en fonon en kollektiv eksitation i en periodisk, elastisk arrangement af atomer eller molekyler i kondenseret stof, såsom faststof og nogle væsker. Ofte refereres de til som kvasipartikler,
 
som repræsenterer en exciteret tilstand i kvantemekanikkvantiseringer af vibrationmodes af elastiske strukturer af interagerende partikler.
Fononer spiller en stor rolle i mange af de fysiske egenskaber af faststof, inklusive et materiales termisk og elektrisk ledningsevner. Derfor er undersøgelsen af fononer og fononspredning en vigtig del af faststoffysik.
En fonon er en kvantemekanisk beskrivelse af en speciel type af vibrationsbevægelse, i hvilken gitteret uniformt oscillerer ved den samme frekvens. I klassisk mekanik er det kendt som normal mode. Normal mode er vigtig fordi enhver arbitrær gittervibration, kan betragtes som en superposition af disse elementære vibrationer (se Fourieranalyse). Mens normal modes er bølge-lignende fænomener i klassisk mekanik, har de partikel-lignende egenskaber i Partikel-bølge dualiteten af kvantemekanik.
Navnet phonon kommer fra det græske ord φωνή (phonē), hvilket oversættes til lyd eller stemme, fordi lange bølgelængde fononer giver ophav til lyd.
Fonon-begrebet blev introduceret i 1932 af den russiske fysiker Igor Tamm.